# 大芦高原温泉
大芦高原温泉（おおあしこうげんおんせん）は、岡山県美作市上山にある温泉である。

## 泉質
- アルカリ性単純温泉（低張性アルカリ性低温泉）
  - 泉温　31.8℃

## 温泉地
美作市街地から十数キロ離れた「大芦高原」と呼ばれる森林地帯に宿泊施設、キャンプ場、スポーツ施設を併設した「大芦高原温泉　雲海」が一軒存在する。
日帰り入浴可能。宿泊棟はバンガローのみ。

## アクセス
自動車
- 山陽自動車道和気I.Cより車で約35分。

鉄道
- JR山陽本線和気駅より車で約30分。